# Majorero Canario
Der Majorero Canario ist eine spanische Hunderasse. Sie wird von der Real Sociedad Canina de España (RSCE) anerkannt, die Spanien in der Fédération Cynologique Internationale (FCI) repräsentiert. Die RSCE führt die Rasse in der Gruppe 1, Sektion 1, Standard-Nr. 402. Von der FCI selbst ist die Rasse nicht anerkannt. Außerdem wird die Rasse von der FAO im Domestic Animal Diversity Information System als Hunderasse Spaniens geführt. Dort ist der Name Perro Majorero als verbreitetster Name angegeben und Bardino als weiterer Name aufgeführt.

## Herkunft und Geschichtliches
Der Majorero Canario ist eine sehr alte Hunderasse. Sein Name bedeutet so viel wie „Hund der Einheimischen“ (Majorero: Einwohner von Fuerteventura). Auch die Bezeichnung „Perro de Ganado“ bedeutet nichts anderes als Viehhund (perro: Hund, ganado: Vieh). Ein „Perro de Ganado Majorero“ ist somit ein „Viehhund (Herdenschutzhund) auf Fuerteventura“ d. h. im Ursinn ein „Ziegen-Schutzhund“.
Der Schriftsteller und Historiker José Viera y Clavijo beschreibt den Majorero Canario wie folgt:
„... abgesehen von seiner grazilen Gestalt, seiner Lebhaftigkeit, seinem Mut und seiner Schnelligkeit besitzt er jenes feine und seltene Gefühl, das es ihm gestattet, mit dem Menschen in Beziehung zu treten. Er versteht die Würde des Menschen, kämpft für dessen Sicherheit, gehorcht und hilft ihm, verteidigt und liebt ihn ... und weiß genau, wie er sich die Liebe seines Besitzers erwerben kann.“

## Beschreibung
Der Majorero Canario ist ein mittelgroßer und robust wirkender Hund. Die Widerristhöhe (Schulterhöhe) des Rüden wird im Standard mit 57 bis 63 cm angegeben, diejenige der Hündin mit 55 bis 61 cm. Bei beiden Geschlechtern besteht ein Toleranzspielraum von 2 cm nach oben oder unten. Als Gewicht werden beim Rüden 30 bis 45 kg, bei der Hündin 25 bis 35 kg verlangt.
Der Bardino hat ein stark ausgeprägtes Gebiss und eine sehr starke Hals- und Nackenmuskulatur. Auch der vordere Körperbau ist massiv und verfügt über eine große Brust. Seine Rippen sind eher rund und tief.
Die Brustweite liegt etwa zwischen 13 cm bei Hündinnen und bis zu 16 cm bei Rüden.
Die Rute (spanisch: „cola“) wirkt oftmals ungewöhnlich „buschig“ im Gegensatz zum sonst eher glatten und kurzen Fell.
Das Fell ist sehr dicht, weich, glatt und kurzhaarig, die Fellfarbe ist tiefschwarz mit leichter beiger ins Graue übergehender Stromung. Der Majorero Canario kann aufgrund der grünlichen Fellfärbung auch als Verdino bezeichnet werden (verde = grün). 
Die Grundfarbe der Urzüchtung ist schwarz mit weißen Flecken und Einfärbungen auf der Brust oder an den Pfoten.
Ein weiteres Rassemerkmal sind einfache oder doppelte Afterkrallen an den Hinterpfoten.

## Wesen

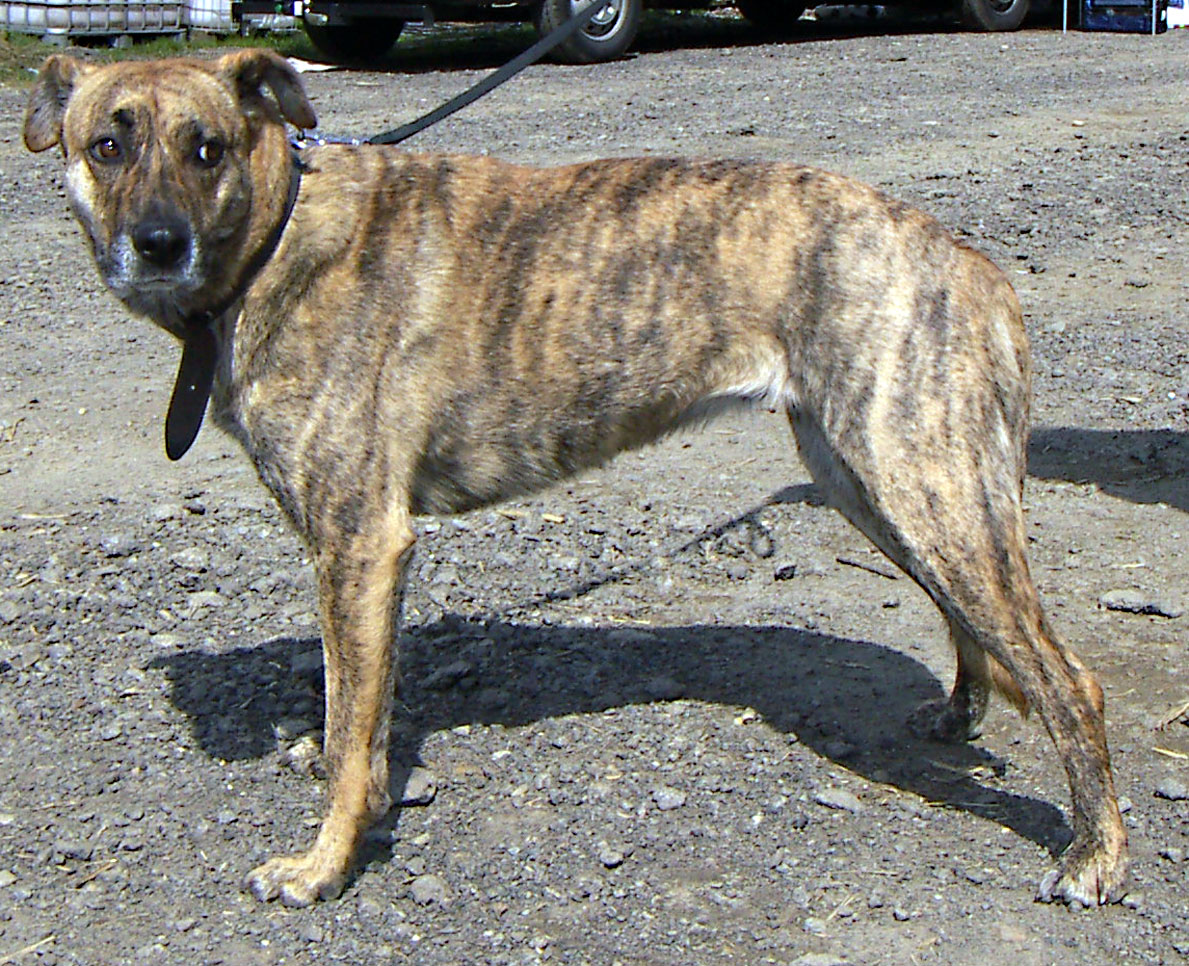
Auch Mischungen wie der gezeigte Mischling auf dem Foto, die oft die gleiche Aufgabe haben wie Majoreros, werden oft der Einfachheit halber "Majorero" genannt, wenn sie gestromt sind

Der Majorero Canario ist ein loyaler und territorialer Hund. Er verteidigt vehement was ihm anvertraut wird oder für ihn wichtig ist. Er wird im Ernstfall Entscheidungen selbstständig treffen. Als Herdenschutzhund besitzt er nur wenig Jagdtrieb. Anderen Haustieren gegenüber ist er meist aufgeschlossen und freundlich, Fremden gegenüber anfangs misstrauisch. Er ist kein Anfängerhund und benötigt, wie alle anderen Hunde auch, eine konsequente Erziehung.

## Verwendung
Der Majorero Canario wird auf den Kanaren als Schutz-, Familien- und Wachhund eingesetzt.